# Гильдия художников по костюмам
Гильдия художников по костюмам (англ. Costume Designers Guild, CDG) — профессиональное объединение, в котором состоят порядка 875 специалистов в области кинематографического, телевизионного и театрального дизайна костюмов. Общество основано в Лос-Анджелесе в 1953 году.

## Премия Гильдии художников по костюмам
В 1999 году была учреждена премия Гильдии художников по костюмам, которая вручается по итогам голосования за лучший дизайн костюмов в области кино и телевидения. Награда вручается в 7 основных категориях.

### Категории премии

#### Кино
- Лучшие костюмы в современном фильме
- Лучшие костюмы в историческом фильме
- Лучшие костюмы в фэнтези-фильме

#### Телевидение
- Лучшие костюмы в телесериале
- Лучшие костюмы в телефильме или мини-сериале
- Лучшие костюмы в историческом или фэнтези-сериале
- Лучшие костюмы в коммерческом видео